# Association française des amis des chemins de fer
L'Association française des amis des chemins de fer (AFAC) est une association, à but non lucratif, créée en 1929. Elle s'intéresse au monde des chemins de fer dans son ensemble, en France et ailleurs dans le monde, et milite pour informer et défendre ce mode de transport. Elle est membre de la Fédération nationale des associations d'usagers des transports (FNAUT).[réf. nécessaire]
L'AFAC est aussi une association œuvrant dans le domaine du modélisme ferroviaire, et publie la revue Chemins de Fer publiée depuis 1937.

## Histoire
L'association française des amis des chemins de fer (AFAC) est fondée en 1929 par quelques passionnés du domaine ferroviaire.
En 2010 l'association est constituée de 12 sections animées par environ 1 500 membres. Le profil des adhérents est varié, on trouve aussi bien des amateurs passionnés que des personnes exerçant une profession dans les chemins de fer. les cheminots représentent environ 20 % des membres.

## Sections de l'AFAC

### Aquitaine
La section AFAC Aquitaine n'a pas directement de lieu et de publication, mais travaille en partenariat avec des associations régionales. Elle est membre fondateur, avec notamment la FACS, de l'ABAC (Amicale Bordelaise des Amis des Chemins de fer), qui édite la revue Ferrovia-Midi. L'activité de modélisme ferroviaire est réalisée avec le Club des modélistes ferroviaires de Bordeaux (CMFB).

## Revue Chemins de Fer
l'AFAC publie la revue « Chemins de Fer » (bimestrielle) dans laquelle les meilleurs spécialistes
abordent les thèmes les plus divers du monde ferroviaire. lire en ligne

## Les réseaux miniatures de la gare de l'Est
En 1937, l'association a installé des réseaux de trains miniatures dans le sous-sol de la gare de l'Est à Paris. Depuis elle gère la salle qui comporte trois réseaux d'échelles différentes, avec de nombreux décors. Les membres viennent faire tourner leur propre machine, à vapeur ou électrique, les samedis après-midi.